# Université de Sydney Handball Club
L'Université de Sydney est le club de handball de l'Université de Sydney, en Australie. Il évolue en Championnat d'Australie. 
En tant que champion d'Océanie, il a participé à ce titre à plusieurs éditions de la Coupe du monde des clubs. Le club étant uniquement composé de joueurs amateurs, ceux-ci ont ainsi une occasion unique de pouvoir affronter les meilleurs clubs du monde, en particulier le champion d’Europe,.